# Лісопарк (заказник)
Лісопа́рк — лісовий заказник місцевого значення в Україні. Розташований у межах Сосницькому району Чернігівської області, поруч з північною околицею смт Сосниця. 
Площа 80 га. Статус дано згідно з рішенням Чернігівського облвиконкому від 31.07.1991 року № 159. Перебуває у віданні ДП «Холминське лісове господарство» (Сосницьке л-во, кв. 106, вид. 14-22, 24-26; кв. 109, вид. 1-4, 6, 9, 12-17, 19, 25, 28). 
Статус дано для збереження частини лісового масиву на лівобережжі річки Убідь. Зростають цінні соснові насадження віком 120—140 років. 